# Gaetano Riina
Gaetano Riina, detto Zú Tano (Corleone, 5 novembre 1933 – Mazara del Vallo, 22 febbraio 2024), è stato un mafioso italiano legato a Cosa nostra, fratello minore dello storico boss mafioso Totò Riina.

## Biografia
Nato il 5 novembre 1933 a Corleone, perse il padre Giovanni e il fratello minore Francesco nel 1943, a causa dell'esplosione di una bomba. Durante questo evento lui stesso rimase ferito.
Probabilmente diventato agricoltore, divenne in seguito un punto di riferimento per diversi mafiosi che andavano da lui per ricevere consigli, tant'è che nel 1982 venne nominato consigliere della famiglia di Corleone. Residente a Mazara del Vallo fin dagli anni '70, divenne socio di Mariano Agate, boss del paese e fedele alleato del fratello Totò.
Il 28 gennaio 1985 il giudice Alberto Giacomelli, presidente della sezione misure di prevenzione del Tribunale di Trapani, dispose la confisca della villa e dei terreni posseduti a Mazara del Vallo da Gaetano Riina e, per questo motivo, venne barbaramente ucciso in un agguato il 14 settembre 1988, dopo essere andato in pensione.
Venne arrestato il 1º luglio 2011 dopo quasi due anni di intercettazioni da parte dei carabinieri della Compagnia di Corleone.
Nel 2014 si scoprì che Gaetano Riina era in accordo con il clan dei Casalesi per trasportare frutta e verdura da Roma alla Sicilia e avere il controllo dei mercati, la ditta prescelta per il trasporto fu la Autofrigo Marsala, diretta da Carmelo Gagliano.
Nell'aprile del 2021, in virtù dell'età avanzata e di numerose patologie - che, secondo i giudici, ne avrebbero pregiudicato la pericolosità sociale -, fu scarcerato e posto agli arresti domiciliari, in provincia di Trapani. Riina avrebbe terminato di scontare la sua pena nel maggio del 2024.
Gaetano Riina, morto a Mazara del Vallo il 22 febbraio 2024 all'età di 90 anni, venne seppellito nel cimitero di Mazara del Vallo il giorno successivo senza esequie, eccezion fatta per una Santa Messa celebrata dal cappellano del cimitero, in aperta disobbedienza al proprio vescovo.